# Вінсент Міннеллі
Вінсент Міннеллі (англ. Vincente Minnelli; 28 лютого 1903 — 25 липня 1986) — американський режисер театру та кіно. Відомий за постановками мюзиклів, які стали класикою жанру: «Зустрінь мене у Сент-Луїсі», «Американець в Парижі», «Театральний фургон», «Жіжі». Батько Лайзи Міннеллі.

## Фільмографія
- 1946 — Поки пливуть хмари / Till the Clouds Roll By
- 1950 — Батько нареченої / Father of the Bride
- 1951 — Американець в Парижі / An American in Paris
- 1951 — Маленький прибуток батька / Father's Little Dividend
- 1952 — Злі й гарні / The Bad and the Beautiful
- 1954 — Бригадун / Brigadoon
- 1956 — Жага життя / Lust for Life
- 1956 — Чай та симпатія / Tea and Sympathy
- 1958 — Жіжі / Gigi